# Saint-Illide
Saint-Illide é uma comuna francesa na região administrativa de Auvérnia-Ródano-Alpes, no departamento de Cantal. Estende-se por uma área de 38,94 km². Em 2010 a comuna tinha 659 habitantes (densidade: 16,9 hab./km²).